# Реймонд, Алекс
А́лекс Ре́ймонд (2 октября 1909, Нью-Рошелл, Нью-Йорк — 6 сентября, 1956, Уэстпорт, Коннектикут) — американский художник комиксов, наиболее известный как создатель персонажа Флэша Гордона в 1934 году.

## Биография
Родился в католической семье инженера-строителя. Склонности к рисованию начал проявлять с раннего возраста. Работал первоначально клерком, в 1929 году стал юристом ипотечного брокера и одновременно поступил в Центральную школу искусств Нью-Йорка, уже с 1930 года бросил работу юриста и стал художником, сотрудничающим с рядом газет; его первым комиксом стал Tillie the Toiler. В том же году он начал сотрудничать с King Features Syndicate. В 1944—1946 годах формально служил в рядах корпуса морской пехоты США в качестве связиста, рисовал пропагандистские открытки и боевые зарисовки; демобилизовался в звании майора.
К числу наиболее известных созданных им в 1930-е годы персонажей комиксов, помимо Флэша Гордона, относятся также Джим из джунглей (Jungle Jim) и Секретный агент X-9. В 1946 году он создал ещё одного популярного героя, детектива Рипа Кирби. По оценкам критиков, для творчества Реймонда было характерно очень умелое использование тени в своих работах.